# ObsCure II
Obscure 2 o Obscure The Aftermath es la segunda entrega de la saga de videojuegos de terror de ObsCure, desarrollado por Hydravision Entertainment para las consolas de sexta generación PlayStation 2 y PlayStation Portable, de séptima generación Wii y para PC.

## Argumento
Hace dos años, en el instituto Leafmore High, un grupo de adolescentes quedó atrapado en el centro y acechados por monstruos creados por experimentos biológicos llevados a cabo por su director, Herbert Friedman. 
Consiguieron sobrevivir a aquella terrorífica noche, pensando que habían escapado de aquella pesadilla para siempre.
Ahora, los sobrevivientes se han mudado a una pequeña ciudad cercana al instituto, Fallcreek, donde Kenny y Shannon comienzan la universidad. Stanley Jones trabaja de repartidor de Pizzas. Ashley Thompson y Josh Carter desaparecen misteriosamente sin dejar rastro. En la universidad Kenny y Shannon pronto hacen nuevos amigos, entre ellos Corey, el protagonista de la aventura y otros jóvenes estudiantes. Pero pronto aparecen unas extrañas flores que causan alucinaciones a aquel que aspira sus esporas. Todo va bien hasta que las semillas de las esporas brotan, y comienza la pesadilla...

## Personajes

### Jugables
- Corey Wilde: Acróbata que no conoce el significado de la palabra ´´dolor``. Su especialidad y habilidad especial es trepar. Está muy enamorado de su flamante coche, y por supuesto, de su novia Mei. Se suicida al final cuando Kenny Monstruo le pide que se una a él, volándose la cabeza atormentado por la muerte de Mei.

- Amy Brooks: Miss camiseta mojada del campus. Es muy buena descifrando códigos y resolviendo puzzles. Sabe muy bien que Kenny y Sven están enamorados de ella. Cuando están en la presa es violada por Kenny Monstruo y queda embarazada. Posiblemente murió con Richard al final cuando explota el helicóptero en el que era transportada.

- Shannon Matthews: La hermana menor de Kenny, es una de los sobrevivientes de Leafmore High. Ha obtenido la capacidad de aspirar el aura negra haciendo posible absorberla de las puertas para poder pasar. Debido a la mortifilia que logra absorber, su color de cabello cambia y se vuelve obscuro. Es quizá la más fuerte emocionalmente de los sobrevivientes del instituto.

- Stan Jones: otro de los sobrevivientes de Leafmore High y amigo de Shannon y Kenny. Ahora trabaja de repartidor y Fallcreek se encuentra en su camino. A causa de los sucesos de Leafmore, tiene que tomar medicación diaria. Pasó una temporada en la cárcel, donde desarrolló una habilidad nata para forzar cerraduras. Después de los hechos sucedidos dos años atrás, empieza a desarrollar sentimientos hacia Shannon.

- Mei Wang: hermana gemela de Jun y novia de Corey, esta asiática es amante de los videojuegos y dispone de un PDA capaz de desbloquear las cerraduras electrónicas que hay por el campus. Muere asesinada por Kenny Monstruo al aplastarle la cabeza en el hospital.

- Jun Wang: al igual que su hermana es una amante de los videojuegos que usa la mayor parte de su tiempo libre jugando con estos y yendo de fiesta. Ella muere en el instituto de Fallcreck al ser atacada por un monstruo amorfo gigante. (puedes jugar con ella si la salvas a tiempo pero de todos modos morirá más adelante).

- Kenny Matthews: es el hermano mayor de Shannon y otro sobreviviente de Leafmore. Él también necesita medicación diaria y a pesar de ser el más fuerte del grupo, es emocionalmente frágil por lo cual termina sucumbiendo ante la mortifilia y se convierte en un monstruo.

- Sven Hansen: originario de Noruega, este joven es el quarterback del equipo de hockey del campus. Al igual que Kenny, posee una gran fuerza y está interesado en Amy. Muere asesinado por Jedidah con una motosierra.

### No jugables
- Richard James: profesor de Biología en la universidad de Fallcreek y también profesor en jefe en la facultad delta tetha gamma , ayuda al grupo ofreciéndoles objetos y consejos. Es más de lo que aparenta.

- Jedidiah: un hombre amorfo que aparece en varias ocasiones en el juego. Pronto se descubre que es el hijo de Leornard Friedman y es quien expande las flores por Fallcreek y desencadena la pesadilla
- Josh Carter: Personaje de la primera entrega, no aparece oficialmente en el juego, Junto con Ashley desaparecieron mientras exploraban las ruinas de Leafmore High, se puede encontrar la grabación de lo que les ocurrió si se obtienen antes todas las Armas de las cajas de la fraternidad. Asesinado por Jedidiah.
- Ashley Thompson: Personaje de la primera entrega, no aparece oficialmente en el juego, Junto con Josh desaparecieron mientras exploraban las ruinas de Leafmore High, se puede encontrar la grabación de lo que les ocurrió si se obtienen antes todas las Armas de las cajas de la fraternidad. Asesinada por Jedidiah.

### Armas
- Bate, Golf, Hockey: las consigues a lo largo de todo el juego.

- Pistola: La consigue Amy, en la caja fuerte del salón de juegos durante la fiesta de la hermandad.

- Escopeta: la consigues en el Bosque.

- Palo Con Pinchos: Lo consigues cuando estas en el proceso de salvar a Jun. Solo si llegaste a tiempo para salvarla en el instituto y haces el proceso de guiarla con las cámaras en el sótano, de lo contrario perderas la posibilidad de obtener esta arma.

- Ballesta, Pistola eléctrica, Bengala, Bengala Enorme, Mini Subfusil: lo consigues en las cajas de las llaves.

- Motosierra: la consigues en el bosque.

- Jeringas: te las entrega el profesor al hablar con el.
- Baterias: te las entrega el profesor al hablar con el.

## Criaturas
- Araña Bocagrande: Monstruos grises con forma de Mano mutada en una araña. Aparece en grandes grupos o junto a una Madre Araña y ataca básicamente pegando mordiscos y atrapando la cabeza del personaje, dejándolo a merced de otros ataques. Remplazan a los Bocagrande del primer juego.

- Cara-Calamar (también Super-Yonko o Árbol Trebol): Otro viejo conocido de Leafmore. Sus ataques son muy dañinos y puede decapitar a un personaje si está bajo de vitalidad.

- Corredor: Monstruo muy ágil con apariencia similar a un lagarto, mitad humano, que aparece en parejas. Sus ataques no hacen mucho daño, pero resuelta difícil de alcanzar en ocasiones debido a que suelen esquivar los ataques.

- Amorfo Gigante: Masa amorfa gigantesca que avanza lentamente, pero que cuenta con bastante fuerza y vitalidad. No hay muchos, pero hacen un daño considerable con cada ataque.

- Arpía Chillona: Monstruo volador bastante molesto. Suelen aparecer bastantes a la vez, aunque no hacen mucho daño y tienen poca vida. Aparecen a partir del nivel "El Coche de Corey".

- Madre Araña Monstruo: Monstruo de tamaño desproporcionaldo con forma de araña. Proviene de la mutación de la mortifilia en una mujer embarazada, que sirve de nido para las Arañas Bocagrandes. Puede devorar al personaje si lo atrapa con su larga lengua, tiene mucha vida y sus ataques causan mucho daño. Un rival a tener en cuenta.

- Kenny Monstruo: Se trata de Kenny, que ha cedido ante la mortifilia y se ha convertido en un monstruo bastante peligroso. Aparece un total de tres veces, dejando mella en cada aparición. Es el jefe final del juego.

- Humano Mutado 2° Forma (también llamado Yonko): Personas que alcanzaron la segunda fase de la mutación de la Mortifilia. Al igual que en la primera entrega no tienen mucha vida ni mucha fuerza. Aparecen una vez completado el nivel del hospital, las alcantarillas,el bosque y Leafmore High. Mueren con unos pocos golpes o disparos.

- Jedidiah: Hijo de Leornard Friedman, es quien expande las flores por Fallcreek y desencadena la pesadilla. Sus ataques se basan en arremetidas con su motosierra, pero debido a su lentitud es fácil de esquivar.

- Leonard Friedman: El causante del desastre de Leafmore sigue vivo, y junto a su hijo, es uno de los jefes finales del juego. Ataca con sus ramas, arrollando o aplastando a sus víctimas. Muere cuando sus raíces son cortadas.

## Historia

### Dos años después
El juego comienza con Stan , que cuenta lo ocurrido dos años atrás y pasa por delante de la universidad en furgoneta , dejándonos con Corey y Mei.
Ambos se dirigen a la habitación de Sven, donde aparte de este también se encuentran con, Amy y Jun.
Amy le ofrece a Corey un cuenco con la extraña flor lista para ser esnifada, aparece Kenny, que respira el polvo para después ser llevado a rastras por Shannon.

### Pesadilla De Corey
Corey aspira entonces la planta y cae adormilado, para despertar en medio de un extraño bosque junto a Mei.
Juntos avanzan por el sendero, a través de maniquíes ensangrentados, estatuas y lápidas cubiertas de óxido, sangre y setos, hasta que se topan con un encapuchado que arrastra a una chica metida en un saco (Se cree según el tráiler que originalmente nos enfrentaríamos al encapuchado al final de este nivel).
Corey, con bate en mano, y Mei siguen al encapuchado hasta un pasillo oscuro; de pronto, aparece sangre y criaturas extrañas pegadas a las paredes y camillas ensangrentadas.
Jun aparece por el pasillo sin medio cuerpo, para evaporarse en una nube negra segundos después, al igual que Sven que cuando se acerca a Corey se parte en dos mitades.
Finalmente, Corey y Mei llegan a una sala con una gran flor en el centro de la misma, armados con una escopeta y una pistola.
En los pétalos de la flor reposa el cadáver de Amy con el estómago destrozado; entonces aparecen unos cuantos Arañas Boca-Grande y varios Super-Yonkos (monstruo de la anterior entrega).
Mei muere decapitada y Corey aparece vomitando en el lavabo del campus, sintiéndose raro, pero se recupera con una bebida energética y se dirige a la habitación de Mei, donde la chica y su hermana reposan. Al parecer, todo ha sido una terrible pesadilla...

### La fiesta
Mientras tanto, Kenny y Amy llegan a una fiesta montada por una de las hermandades del campus; Kenny le tira los tejos a Amy, pero esta no corresponde sus ´´piropos``.(Dejando claro que Amy está enamorada de Sven), al principio las puertas están cerradas, solo se podrá entrar por el techo con Kenny y luego ayudara Amy a subir.
Mientras los estudiantes bailan, beben y se divierten, unas flores comienzan a crecer y a desprender un halo oscuro que entra en el salón de fiestas y desencadena una matanza.
La nube negra comienza a transformar a los estudiantes en monstruos, que asesinan a sus compañeros rápidamente.
Kenny y Amy encuentran a una superviviente, que pronto se transforma en otro monstruo (llamado a partir de ahora Amorfo gigante).
Consiguen atravesar el edificio, luchando contra criaturas como los Corredores y encuentran a un profesor de biología del campus: Richard James.
Poco después llegan al salón de fiestas Corey y Mei en el coche de Corey, lo que este más aprecia después de la chica.
Pronto comienzan a encontrar cadáveres y monstruos y finalmente encuentran a Kenny, Amy y a Richard, que investiga uno de los cadáveres de los monstruos.
Tras atravesar el recinto, el quinteto se encuentra con Sven, que es a punto de ser arrollado por el coche de Corey, robado por alguien. Corey corre tras su coche seguido por Amy, mientras Mei recibe una llamada de socorro de Jun; Mei y Sven parten para ayudarla.
Kenny comienza a sentirse mal y necesita ir al hospital, así que junto a Richard se dirigen hacia allí.

### El coche de Corey
Mientras tanto, Corey y Amy se internan en el bosque para encontrar el coche, pero aparte de hallar la chatarra que es ahora el vehículo y al ladrón convertido en un Amorfo Gigante, se topan con un hombre amorfo. que arrastra algo parecido a un cadáver, y conocen a un nuevo enemigo volador (Al que llamaremos Arpía Voladora).
Tras continuar por el sendero, Corey y Amy llegan de pronto a la parte trasera del desierto y demasiado tranquilo hospital de Fallcreek, donde Kenny busca las medicinas que necesita junto a su hermana Shannon.
Cuando Corey y Amy entran dentro, el chico llama a Mei por la radio, la cual, junto a Sven, ha llegado ya a la universidad, también plagada de criaturas.

### Buscando a Jun
Mientras tanto Mei y Sven están en una carrera contra el tiempo, ambos llegan donde está Jun,  pero esta es arrojada por una ventana por un Amorfo Gigante (Si no matas rápidamente al Amorfo, este mata a Jun, o si no llegas a tiempo)
Sven y Mei corren a vigilarla por las cámaras del subterráneo del campus, donde Jun ha caído.

### Jun en los subterráneos (Opcional)
Si llegaste a tiempo a socorrer a Jun, tras caer por la ventana en los subterráneos se comunica con su hermana Mei informándole que se encuentra bien. Mei y Sven deciden utilizar las cámaras de seguridad para poder guiarla y así encontrar la salida. Jun se topará con numerosas puertas, las cuales no podrá abrir salvo unas pocas, y en su camino deberá enfrentar o esquivar a un Amorfo Gigante y a una Arpía. Una vez que llega a un sector iluminado se podrá manejar a Jun sin tener que recurrir a las molestas cámaras que deben sincronizarse numerosas veces debido a su antigüedad. Jun se encuentra con un interruptor que permite abrir la puerta de salida del sótano pero misteriosamente es interceptado por un Amorfo Gigante.. Mei y Sven abren la puerta de entrada al sótano,No encuentran al monstruo pero encuentran a Jun muerta,Mei queda destruida ante la muerte de su hermana,Sven la consuela y a pesar de las súplicas de Mei de no abandonar a su hermana así Sven le dice que deben irse. La secuencia es similar si no llegamos a tiempo a salvar a Jun en el instituto.

### El hospital de Fallcreek
Corey y Amy exploran el hospital, también arrasado por los monstruos.
Se enfrentan a otro tipo de monstruo nuevo (los llamados Madre Araña) y encuentran a Kenny y a Shannon.
Kenny se queja de los dolores producidos por la mortifila inyectada por Friedman dos años atrás en Leafmore y tras una breve charla con su hermana, Kenny pierde la voluntad de vivir debido a su frágil estado emocional y comienza a desprender un aura negra y a transformarse en un monstruo.
Shannon no consigue huir, pero Corey y Amy llegan al ascensor y bajan a la planta baja, donde se encuentran con Richard.
Minutos después, llegan Sven y Mei, y todos juntos piensan un plan de huida del hospital.
Al final, se dirigen al párking de ambulancias para escapar en una, pero son interceptados por Kenny, transformado ahora en una bestia gigante (Sigue poseyendo la misma cara, aunque con ojos amarillos con negro, su piel se ve desgarrada, sus pies son deformes y no muy grandes, tiene una enorme joroba en su espalda y unos enormes y largos brazos amorfos con garras como con 6 metros de largo cada uno ( A esta criatura la llamaremos Kenny Monstruo), que tras una breve pelea con los protagonistas, acaba con la vida de Mei aplastándole la cabeza con sus patas y hiere a Corey atravesándole el costado con un hierro.
Entonces aparece Shannon, que había sobrevivido a la transformación de Kenny, acompañada por Stan (Stan fue llamado por Kenny anteriormente cuando estaban buscando sus píldoras)
Ahuyentan a Kenny Monstruo, Corey queda devastado ante la muerte de su novia y junto a los supervivientes, salen del hospital dejando atrás el cadáver de Mei.

### La presa
En la furgoneta de Stan, Sven y Amy consuelan a Corey, mientras Richard observa impotente la escena; Stan conduce el vehículo con Shannon sentada al lado donde está observa una foto de ellos en la primera entrega.
Un Amorfo Gigante aparece en la carretera, haciendo que Stan pierda el control y la furgoneta caiga por uno de los bordes de la carretera.
Stan, Shannon y Richard son los únicos que no caen inconscientes, al contrario que el resto.
Se encuentran en la presa de Fallcreek, la cual investigan Shannon y Stan.
Aquí también hay monstruos, y desde una sala de control ven a Amy en un rincón de la sala inferior.
Cuando van a buscarla, Stan cae inconsciente debido a su condición médica por la mortifilia y Shannon pide ayuda a Sven y a Corey.
Ambos llegan donde ellos están, tras cruzar el alcantarillado de la presa enfrentándose a los Mutados (Monstruo de Obscure 1 ).
Cuando todos llegan hasta Amy, Kenny monstruo aparece sediento de sangre insinuando que ha tratado mal a Amy (mientras todos estaban fuera, Kenny monstruo viola a Amy dejándola embarazada)
Sven coge a una acongojada Amy en brazos y junto a Stan y a Richard salen de la presa rápidamente, dejando a un vengativo Corey y a Shannon para acabar con él.
Kenny Monstruo parece morir al caer por un agujero, así que Corey y Shannon salen de la presa y cruzan el lago de Fallcreek perseguidos por una auténtica plaga de Arpías Chillonas y Bocagrandes.

### Buscando a Sven y Amy
Tras atravesar un bosque infestado de monstruos y una cabaña repleta de cadáveres, encuentran a Stan y Richard, y salen a buscar a Sven y a Amy.
Estos se encuentran en la otra punta del lago, donde se topan con varios Mutados y Cara-Calamar.
Finalmente llegan a una casa aparentemente abandonada, donde encuentran un invernadero repleto de flores como las que habían empezado toda aquella pesadilla.
El amorfo armado con una motosierra aparece.
Stan y Shannon llegan al embarcadero donde habían dejado la barca Sven y Amy, y tras un apasionado beso, dejando claro que Stan estaba enamorado de Shannon llegan a la casa donde han desaparecido sus dos compañeros.

### La Casa
Stan y Shannon, encuentran a Amy escondida en un armario, y de fondo se comienzan a oír pasos y gritos de Sven.
Tras investigar la casa y encontrar fotos de niños repartidas por el baño de la casa, el grupo encuentra a un malherido Sven, que yace colgado de un gancho que tiene clavado en la espalda. El extraño hombre, que resulta ser el amorfo que Corey y Amy habían visto en el bosque, aparece por detrás y atraviesa con su motosierra a Sven, causándole una herida, para después escapar por una compuerta seguido por Stan y Shannon mientras Sven muere en los brazos de Amy. Mientras Corey y Richard Observan impotentes la escena.

### Regreso a Leafmore
Tras atravesar una serie de túneles, Stan y Shannon llegan a las ruinas de su antiguo instituto, de donde parecen provenir las flores negras.
Poco después llegan Corey, Amy y Richard y comienzan a buscar al asesino de Sven.
De pronto Amy siente dolores agudos en el vientre, y Shannon se da cuenta de que en la presa Kenny había violado a Amy. A Partir de ahí emprenden la búsqueda por el hombre amorfo por el instituto con el fin de vengar la muerte de Sven.

### Jedidiah
Corey y Stan encuentran al amorfo curando a un tronco viejo, pero de pronto este se mueve y Stan se da cuenta de que es Leonard Friedman, que sorprendentemente había logrado sobrevivir a la exposición al sol. 
El amorfo se llama Jedidiah, y es el hijo de Friedman, que había cultivado las flores para poder mantener a lo que quedaba de su padre con vida.
Tras una dura batalla, Corey Enojado insulta y se burla de la muerte de Friedman ante Jedidiah y tras un duelo de motosierras entre Corey y Jedidiah, los chicos consiguen acabar con padre e hijo y salen felices al exterior mientras observan cómo mueren las flores y todo parece volver a la normalidad.
Richard llama diciendo que ha llegado la ayuda y van al aparcamiento, donde son apresados por varios hombres vestidos de científicos comandados por él.

### La Fiesta (Parte 2)
Stan y Shannon son transportados en una de las ambulancias hasta que chocan debido a un aura negra y consiguen huir.
Contactan con Corey, que tras unas palabras persigue a Richard.
Stan y Shannon llegan al salón de fiestas donde comenzó todo, y descubren que la hermandad conocía desde muy anteriormente el secreto de la mortifilia de los Friedman.

### Corey
Finalmente, Shannon y Stan llegan al campo de fútbol de Fallcreek donde se encuentra un helicóptero listo para salir de allí.
Encuentran a Corey, que se halla frente a Kenny Monstruo, quien intenta convencerlo de que se una a él, pero Corey, preso del dolor por todo lo que había pasado y sobre todo por la muerte de Mei, se niega y se suicida volándose la cabeza con una pistola ante la triste mirada de sus amigos Shannon y Stan.

### Kenny Y Amy
Entonces comienza una batalla colosal con Shannon y Stan contra Kenny monstruo, que acaba muriendo aplastado bajo una plataforma que ambos chicos desprenden gracias a unos interruptores que están a los lados del estadio,Shannon dolida por en lo que se había convertido su hermano, habla con Kenny una última vez. De pronto parece Richard, sobrevolando la zona con Amy en la parte de atrás del helicóptero.
Amy comienza a desprender un aura negra, que hace que Richard pierda el control del aparato, causando la explosión del helicóptero y provocando la muerte de ambos.

### El final
Stan y Shannon observan con impotencia los llameantes restos del helicóptero y, cuando están a punto de volver a besarse, una nube negra aparece en el cielo, la cual se expande lentamente por el aire. Luego se retiran de aquel lugar, en búsqueda de más monstruos.